# Giovanni Francesco Straparola
Giovanni Francesco «Gianfrancesco» Straparola (ca. 1480 – ca. 1557) fou un escriptor italià i col·leccionista de contes de fades de Caravaggio. Ha estat qualificat com el progenitor de la forma literària del conte de fades. Mentre que el seu nom gairebé segur que fos "Giovanni Francesco", el cognom "Straparola" no és pas plausible. No és típic d'un nom familiar d'aquella època i lloc, i el significat literal que té («xarlatà») sembla un malnom de l'escriptor.
L'obra principal de Straparola és la col·lecció de dos volums Le piacevoli notti (Les nits agradables), amb 75 històries. Basat en el Decameró, té participants d'una festa de 13 nits a l'illa de Murano, prop de Venècia, els quals s'expliquen històries que varien des de fantàstiques fins a obscenes. Conté les primeres versions escrites conegudes de molts contes de fades. Entre els contes s'inclouen els següents:
- El rei Porc
- Costantino Fortunato, la variant antiga més coneguda d'El gat amb botes
- Ancilotto, rei de Provino, la variant antiga més coneguda de L'aigua dansaire, la poma cantaire i l'ocell parlant
- Biancabella i la serp
- Mestre Lattantio i el seu aprenent Dionigi
- Guerrino i l'home salvatge, la variant antiga més coneguda de Joan de Ferro[5]
- Fortunio
- Costanza / Costanzo

Venècia fou el primer lloc d'Europa en el qual el públic comprador de llibres inclogué nombres considerables d'artesans literats, cosa que explica la predominància del tema de l'ascens social en les històries de Straparola